# Gustaaf De Smet
Gustaaf De Smet (Mariakerke, 15 de maio de 1935 – Oostakker, 28 de maio de 2020) foi um ciclista belga. Representou seu país, Bélgica, na perseguição por equipes nos Jogos Olímpicos de Verão de 1956. A equipe belga terminou na quinta posição.

## Morte
Morreu no dia 28 de maio de 2020 em Oostakker, aos 85 anos.